# Okres Rawa
Okres Rawa (polsky Powiat rawski) je okres v polském Lodžském vojvodství. Rozlohu má 646,6 km² a v roce 2020 zde žilo 48 385 obyvatel. Sídlem správy okresu je město Rawa Mazowiecka.

## Gminy
Městská:
- Rawa Mazowiecka

Městsko-vesnická:
- Biała Rawska

Vesnické:
- Cielądz
- Rawa Mazowiecka
- Regnów
- Sadkowice

## Města
- Rawa Mazowiecka
- Biała Rawska

## Sousední okresy
| Růžice kompasu | Skierniewice        | Skierniewice | Żyrardów | Růžice kompasu |
| Růžice kompasu | Skierniewice        | Sever        | Grójec   | Růžice kompasu |
| Růžice kompasu | Skierniewice        | Okres Rawa   | Grójec   | Růžice kompasu |
| Růžice kompasu | Skierniewice        | Jih          | Grójec   | Růžice kompasu |
| Růžice kompasu | Tomaszów Mazowiecki | Opoczno      | Grójec   | Růžice kompasu |